# إليسيون
إليزيوم Elysion (أو إليسيوم Elysium باللاتينية) هي في الميثولوجيا الإغريقية جزيرة الخالدين التي تقع في المغرب الأقصى من قرص الأرض، ويحيط بها ويحميها أوقيانوس، وإليها يُرسل قُضاةُ الموتى الخالدين والمباركين كي يقضوا حياةً أبديَّةً كلّها سعادة ونعيم.
على النقيض من تارتاروس فإن جزيرة إليسيون دائمة الخضرة، وفيها حدائق غنّاء نضرة، كثيرة الورود كأن فصل الربيع ابتدأ فيها، تجري فيها أنهار ماء كالرحيق، تنبثق من نبع ليثي، ومن يشرب من مائها ينسى كل أنواع الهموم والعذاب. وفيها تُخرج الأرض مزروعاتها ثلاث أو أربع مرّات في العام، وليس فيها فصول حارّة أو باردة، وإنّما هناك نسيم الغرب العليل.
أُرسل إلى إليسيون مينلاوس وهيلينا كما أرسل قدموس وهرمونيا وبيلويس وآخيل والكثيرين غيرهم، وهؤلاء يعيشون في ظلال شجر اللبان، يركبون الخيل ويتسابقون ويلعبون النرد.
يحكم جزيرة إليسيون كرونوس، ورادامانثوس، أخو مينوس.